# Dietmar Hinz
Dietmar Hinz (* 14. März 1953 in Loitz) ist ein ehemaliger deutscher Ringer. Er gewann bei der Europameisterschaft 1978 eine Bronzemedaille im griechisch-römischen Stil im Papiergewicht.

## Werdegang
Dietmar Hinz kam als Jugendlicher in Demmin zum Ringen und wurde später Mitglied der SG Dynamo Luckenwalde. Bei einer Größe von 1,62 Metern war er für einen Papiergewichtler (Gewichtslimit 48 kg Körpergewicht) relativ groß. Er rang ausschließlich im griechisch-römischen Stil. Seine ersten bemerkenswerten Erfolge erzielte er 1971, als er bei der DDR-Jugendmeisterschaft in der Gewichtsklasse bis 44 kg Körpergewicht den zweiten Platz hinter seinem Vereinskollegen Zander belegte. Im gleichen Jahr startete er auch schon bei der DDR-Meisterschaft der Senioren und belegte im Papiergewicht den vierten Platz.
Im Jahre 1973 wurde Dietmar Hinz erstmals DDR-Meister im Papiergewicht. Diesen Titel gewann er insgesamt sechsmal, in den Jahren 1976 und 1977 aber im Fliegengewicht.
1972 wurde er erstmals bei internationalen Meisterschaften eingesetzt. Er kam dabei bei der Junioren-Europameisterschaft in Hvar im Papiergewicht hinter Nicu Gângă aus Rumänien, Arsen Milew und Kiaz Achmedow aus Bulgarien auf den vierten Platz. Bei der Europameisterschaft 1974 in Madrid startete Dietmar Hinz erstmals bei einer internationalen Meisterschaft bei den Senioren. Er kam dort mit einem Sieg über Heinz Schmieden aus der Bundesrepublik Deutschland auf den siebenten Platz. Bei der Weltmeisterschaft dieses Jahres in Kattowitz verlor er gegen Europameister Constantin Alexandru aus Rumänien und Georgi Georgijew aus Bulgarien und belegte nur den elften Platz.
Auch in den folgenden Jahren startete er bis 1979 regelmäßig bei den internationalen Meisterschaften und konnte sich häufig auch im Vorderfeld platzieren. So kam er beispielsweise bei der Europameisterschaft 1975 in Ludwigshafen am Rhein auf den fünften Platz, bei der Europameisterschaft 1976 in Leningrad auf den vierten Platz und bei der Weltmeisterschaft 1978 in Mexiko-Stadt auf den fünften Platz.
Dietmar Hinz startete auch bei den Olympischen Spielen 1976 in Montreal und kam dort nach einem Freilos in der ersten Runde zu Punktsiegen über Lee In-chang aus Südkorea und Salih Bora aus der Türkei. In der vierten Runde verlor er gegen den Olympiasieger von 1972 Gheorghe Berceanu, wofür er mit vier Fehlpunkten belastet wurde. Zusammen mit den zwei Fehlpunkten aus seinen gewonnenen Kämpfen ergab das sechs Fehlpunkte, die ihn zum Ausscheiden zwangen. Mit einem Fehlpunkt weniger wäre er in den Bereich der Medaillengewinner gekommen.
Das beste Ergebnis bei einer internationalen Meisterschaft erzielte Dietmar Hinz bei der Europameisterschaft 1978 in Sofia. Er kam dort im Papiergewicht mit Siegen über Odegaard, Norwegen, Kalle Tegelberg, Schweden und Jozsef Santha, Ungarn und Niederlagen gegen Todor Gontschew, Bulgarien, Constantin Alexandru und Anatoli Bosin, UdSSR, auf den dritten Platz und gewann damit eine EM-Bronzemedaille.
Nach der Saison 1979 beendete Dietmar Hinz seine internationale Ringerlaufbahn. Auf nationaler Ebene startete er aber noch bis Mitte der 1980er Jahre.

## Internationale Erfolge
| Jahr | Platz | Wettbewerb                               | Gewichtsklasse | |
| ---- | ----- | ---------------------------------------- | -------------- | --- |
| 1972 | 4.    | Junioren-EM in Hvar                      | Papier         | hinter Nicu Gângă, Rumänien, Arsen Milew und Kiaz Achmedow, bde. Bulgarien                                                                                             |
| 1973 | 4.    | "Dynamo"-Spartakiade                     | Papier         | hinter Ion Gibu, Rumänien, Schischkow, UdSSR und Kolew, Bulgarien |
| 1974 | 3.    | Klippan-Turnier                          | Papier         | hinter Alexei Schumakow, UdSSR und Constantin Alexandru, Rumänien |
| 1974 | 7.    | EM in Madrid                             | Papier         | mit einem Sieg über Heinz Schmieden, BRD und Niederlagen gegen Stefan Angelow, Bulgarien und Ferenc Seres, Ungarn                                                      |
| 1974 | 3.    | "Werner-Seelenbinder"-Turnier in Rostock | Papier         | hinter Constantin Alexandru und Tscheraitschw, UdSSR |
| 1974 | 11.   | WM in Kattowitz                          | Papier         | nach Niederlagen gegen Constantin Alexandru und Georgi Georgijew, Bulgarien                                                                                            |
| 1975 | 2.    | Turnier in Västerås                      | Papier         | hinter Kalle Tegelberg, Schweden, vor Reijo Haaparanta, Finnland |
| 1975 | 5.    | EM in Ludwigshafen am Rhein              | Papier         | mit einem Sieg über Martin Svaty, ČSSR und Niederlagen gegen Pawel Christow, Bulgarien und Alexei Schumakow, UdSSR                                                     |
| 1975 | 3.    | "Werner-Seelenbinder"-Turnier in Leipzig | Papier         | hinter Constantin Alexandru und Stefan Angelow, Bulgarien |
| 1975 | 7.    | WM in Minsk                              | Papier         | mit einem Sieg über Khalil Rashid-Mohammadzadeh, Iran und Niederlagen gegen Salih Bora, Türkei und Isida Kasuharu, Japan                                               |
| 1976 | 2.    | Klippan-Turnier                          | Papier         | hinter Pawel Christow, vor Wieslaw Kucinski, Polen |
| 1976 | 4.    | EM in Leningrad                          | Papier         | mit einem Sieg über Janusz Kosinski, Polen und Niederlagen gegen Ferenc Seres und Alexei Schumakow                                                                     |
| 1976 | 6.    | Großer Preis der BRD in Aschaffenburg    | Papier         | hinter Constantin Alexandru, Wladimir Subkow, UdSSR, Jürgen Kleer, BRD, Alexander Zajaczkowski, Polen und Heinz Schmieden                                              |
| 1976 | 5.    | OS in Montreal                           | Papier         | mit Siegen über Lee In-chang, Südkorea und Salih Bora, und einer Niederlage gegen Gheorghe Berceanu, Rumänien                                                          |
| 1977 | 7.    | WM in Bursa                              | Papier         | nach Niederlagen gegen Salih Bora und Anatoli Bosin, UdSSR |
| 1978 | 2.    | Klippan-Turnier                          | Papier         | hinter Anatoli Bosin, vor Leszek Majkowski, Polen |
| 1978 | 3.    | EM in Sofia                              | Papier         | mit Siegen über Odegaard, Norwegen, Kalle Tegelberg und Jozsef Santha, Ungarn und Niederlagen gegen Todor Gontschew, Bulgarien, Constantin Alexandru und Anatoli Bosin |
| 1978 | 5.    | WM in Mexiko-Stadt                       | Papier         | mit einem Sieg über Alfredo Olvera, Mexiko u. Niederlagen gegen Todor Gontschew u. Constantin Alexandru                                                                |
| 1979 | 7.    | EM in Bukarest                           | Papier         | nach Niederlagen gegen Roman Kierpacz, Polen u. Jozsef Santha |

## DDR-Meisterschaften
| Jahr | Platz | Gewichtsklasse | Ergebnis                                                                                                   |
| 1971 | 4.    | Papier         | hinter Bernd Drechsel u. H. G. Schäfer, bde. SC Motor Zella-Mehlis u. Winfrid Kaprol, ASK Vorwärts Rostock |
| 1973 | 1.    | Papier         | vor Deffke, ASK Vorwärts Rostock u. Freund, BSG Traktor Taucha                                             |
| 1974 | 1.    | Papier         | vor Seifert, Zentronik Sömmerda u. Kruse, ASK Vorwärts Frankfurt                                           |
| 1975 | 1.    | Papier         | vor Seifert, SC Motor Jena u. Scholz, BSG Motor Artern                                                     |
| 1976 | 1.    | Fliegen        | vor Kohlhaus, SC Motor Zella-Mehlis u. Ettinghausen, BSG Motor Artern                                      |
| 1977 | 1.    | Fliegen        | vor Lutschek, BSG Motor Viernau u. Uwe Baumann, ASK Vorwärts Frankfurt                                     |
| 1978 | 2.    | Papier         | hinter Seifert, SC Motor Zella-Mehlis, vor Scholz, BSG Motor Artern                                        |
| 1979 | 1.    | Papier         | vor Uwe Baumann u. Müller, bde. SC Motor Zella-Mehlis                                                      |
| 1984 | 2.    | Papier         | hinter Andreas Klimmt, SC Motor Zella-Mehlis, vor Müller, SG Dynamo Luckenwalde                            |

Anm.: alle Wettbewerbe im griechisch-römischen Stil, OS = Olympische Spiele, WM = Weltmeisterschaft, EM = Europameisterschaft, Papiergewicht, damals bis 48 kg, Fliegengewicht, damals bis 52 kg Körpergewicht